# Gérard Rauzy
Pour les articles homonymes, voir Rauzy.
Gérard Rauzy, né le 29 mai 1938 à Paris et mort le 4 mai 2010 à Marseille, est un mathématicien français. Il est particulièrement renommé pour ses travaux en la théorie ergodique.

## Biographie
Gérard Rauzy est né à Paris en 1938. Il y suit ses études primaires avant que sa famille ne s'installe à Marseille. Il est scolarisé au lycée Thiers, où il reste jusqu'en classe préparatoire pour préparer le concours de l'École normale supérieure, qu'il intègre en 1957. Agrégé de mathématiques, il obtient son diplôme de mathématiques approfondies en la théorie des nombres, sous la direction de Charles Pisot et Raphaël Salem. Il soutient une thèse d'État en 1961 sous la direction de Charles Pisot (titre de la thèse : Approximation diophantienne des nombres algébriques.
De 1965 à 1967, Gérard Rauzy est maître de conférences à la Faculté des Sciences de Lille, puis devient professeur à l'Université de la Méditerranée Aix-Marseille II nouvellement créée. Il est cofondateur du Centre international de rencontres mathématiques en 1981 et fondateur en 1992 d'un groupe de recherche du CNRS sur les mathématiques discrètes qui devient à partir de 1996 l'Institut de mathématiques de Luminy et dont il est le premier directeur.
Ses élèves, par ordre chronologique, sont : P. Liardet, J.-M. Dumont, A. Thomas, A. Cissé, E. Pouspourikas, C. Mauduit, Th. Tapsoba, P. Martinez, S.Fabre, P. Gonzalez, M.-L. Santini, P. Alessandri, L. Vuillon, N. Tchekhovaya, A.Messaoudi, et V. Canterini.

## Travaux
Gérard Rauzy s’intéresse aux suites d’entiers satisfaisant à des récurrences linéaires dont il étudie la périodicité modulo un entier. Il a notamment étudié l'équirépartition des nombres modulo 1, et des problèmes ergodiques en théorie des nombres, les systèmes dynamiques associés àdes substitutions, à des numérations généralisées, issus d'échanges d'intervalles.
Dans l'objectif de généraliser les propriétés dynamiques de la substitution de Fibonacci, il étudie des suites qui produisent ce qui est appelé la fractale de Rauzy. Les fractales de Rauzy apparaissent dans la substitution de Tribonacci (définie en remplaçant le chiffre 1 par 12, le chiffre 2 par 13 et le chiffre 3 par 1). Dans la construction de la fractale, les chiffres 1,2,3 correspondent à la progression dans l'une des trois directions des axes de coordonnées et la suite de Tribonacci est finalement projetée sur un plan de coordonnées approprié. D'autres règles de substitution peuvent être utilisées à la place de la substitution de Tribonacci. La fractale de Rauzy a fait en juillet 2014 la couverture du numéro 7, volume 61 des Notices de l'AMS.

## Publications (sélection)
- Gérard Rauzy, « Nombres algébriques et substitutions », Bull. Soc. Math. Fr., vol. 10,‎ 1982, p. 147-178 (zbMATH 0522.10032, lire en ligne, consulté le 4 mars 2021).

- G. Christol, T. Kamae, Michel Mendès France et Gérard Rauzy, « Suites algébriques, automates et substitutions », Bull. Soc. Math. Fr., vol. 108,‎ 1980, p. 401-419 (zbMATH 0472.10035, lire en ligne, consulté le 4 mars 2021).

- Pierre Arnoux et Gérard Rauzy, « Représentation géométrique de suites de complexité 2n+1 », Bull. Soc. Math. Fr., vol. 119, no 2,‎ 1991, p. 199-215 (zbMATH 0789.28011, lire en ligne, consulté le 4 mars 2021).
- Gérard Rauzy, « Échanges d’intervalles et transformations induites », Acta Arith., vol. 34,‎ 1979, p. 315-328 (zbMATH 0414.28018)
- Gérard Rauzy, « Mots infinis en arithmétique », École de printemps en informatique théorique, Le Mont Dore 1984, Lecture Notes In Computer Science, no 192,‎ 1985, p. 165-171 (zbMATH 0613.10044).